# Hoplodoris flammea
Hoplodoris flammea is een slakkensoort uit de familie van de Discodorididae. De wetenschappelijke naam van de soort is voor het eerst geldig gepubliceerd in 2003 door Fahey & Gosliner.